# Limbi toharice

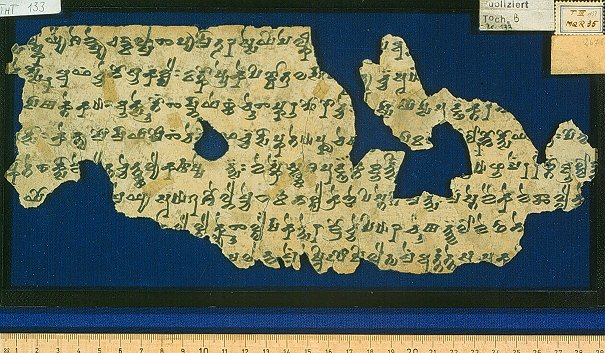
Manuscris toharic

Limbile toharice formează una dintre cele mai puțin cunoscute ramuri din familia limbilor indo-europene. În prezent dispărute, aceste limbi au fost vorbite aproximativ între secolele V-VIII de către populații din Asia Centrală (numite toharieni), într-o zonă care astăzi face parte din provincia chineză Xinjiang. Dispariția limbilor toharice este asociată cu expansiunea triburilor Uighur din Mongolia venite sub presiunea kirghizilor.
Limbile toharice sunt foarte diferite de limbile indo-iraniene însă înregistrează apropieri cu armeana, traco-frigiana și hitita (numeroase trăsături comune cu aceasta din urmă, dar fonetic foarte diferită). Cea mai acceptată ipoteză este aceea conform căreia limbile toharice fac parte grupul "occidental" al limbilor indo-europene, împreună cu ramurile italică, celtică, germanică și greacă, numite la un loc "ramura centum" (pronunțat kentum), spre deosebire de celelalte limbi indo-europene din Asia cu care se învecinau și care fac parte din grupul satem.
Datorită faptului că vorbitorii ei s-au desprins probabil de timpuriu, migrând spre est, s-au păstrat unele elemente arhaice precum desinența verbală medio-pasivă "-r", desinența în "-r-" la persoana a III-a plural perfect (preterit) (de exemplu, în toharică B "weñāre"="ei au spus"), perfectul corespunzător celui latinesc în "-u-" (de exemplu, în toharică A "prakwā="[m]-am rugat"). În toharică se simte și influența sanscritei.
2 limbi sau dialecte sunt mai bine cunoscute:
- A (agnean): limba regatului Agni, devenită limbă liturgică scrisă, pietrificată; a dezvoltat distincția masculin/feminin la persoana I singular;
- B (kuchan): limba vorbită. Avea 3 dialecte: central, de est și de vest.

Scrierea limbilor toharice era bazată pe alfabetul indic brahmī. Texte păstrate din secolele VI-VII au fost descoperite la începutul secolului trecut și cuprindeau proză și poeme religioase de inspirație budistă, tratate medicale, registre contabile mănăstirești și permise de liberă trecere a caravanelor.
Tabelul de mai jos cuprinde câteva exemple de cuvinte în cele două limbi toharice și într-o serie de alte limbi indo-europene.
| Română                                                                                   | Toharică A                                                                       | Toharică B                                                                           | Greaca antică | Latină                                                                                                   | Sanscrită                                                                                | *Proto-indo-europeană |
| ---------------------------------------------------------------------------------------- | -------------------------------------------------------------------------------- | ------------------------------------------------------------------------------------ | --- | --- | ---------------------------------------------------------------------------------------- | --- |
| unu doi trei patru cinci șase șapte opt nouă zece sută tată mamă frate soră cal bou voce | sas wu tre śtwar päñ șäk șpät okät ñu śäk känt pācar mācar pracar șar yuk ko vak | șe wi trai śtwer piś șkas șukt okt ñu śak kante pācer mācer procer șer yakwe keu vek | heis dyo treis tessares pente hex hepta okto ennea deka hekaton pater meter (phrater)¹ (eor)¹ hippos bous (epos)¹ | ūnus duo trēs quattuor quīnque sex septem octō novem decem centum pater mater frāter soror equus bos vox | eka dvi tri catur pañca ṣaṣ sapta aṣṭa nava daśa śata pitṛ mātṛ bhrātṛ svasṛ aśva go vāc | *oinos sau *sems *duwo *treyes *qwetwor *penkwe *sweks *septm *oktou *newn *dekm *kmtom *p@2ter *mater *bhrater *swesor *ekwo *gwou *wekw |